# Hongarije op de Olympische Zomerspelen 1992
Hongarije nam naar deel aan de Olympische Zomerspelen 1992 in Barcelona, Spanje. Het Oost-Europese land eindigde op de achtste plaats in het medailleklassement met 11 gouden medailles.

## Medailleoverzicht
| Sport            | Olympiër                                                                 | Discipline               | Medaille |
| ---------------- | ------------------------------------------------------------------------ | ------------------------ | -------- |
| Gymnastiek       | Henrietta Ónodi                                                          | sprong (v)               | Goud     |
| Judo             | Antal Kovács                                                             | -95kg (m)                | Goud     |
| Kanovaren        | Rita Kőbán Éva Dónusz Erika Mészáros Kinga Czigány                       | K-4 500m (v)             | Goud     |
| Schermen         | Bence Szabó                                                              | sabel (m)                | Goud     |
| Worstelen        | Attila Repka                                                             | -68kg Grieks-Romeins (m) | Goud     |
| Worstelen        | Péter Farkas                                                             | -82kg Grieks-Romeins (m) | Goud     |
| Zwemmen          | Tamás Darnyi                                                             | 200m wisselslag (m)      | Goud     |
| Zwemmen          | Tamás Darnyi                                                             | 400m wisselslag (m)      | Goud     |
| Zwemmen          | Krisztina Egerszegi                                                      | 100m rugslag (v)         | Goud     |
| Zwemmen          | Krisztina Egerszegi                                                      | 200m rugslag (v)         | Goud     |
| Zwemmen          | Krisztina Egerszegi                                                      | 400m wisselslag (v)      | Goud     |
| Gymnastiek       | Henrietta Ónodi                                                          | vloer (v)                | Zilver   |
| Judo             | József Csák                                                              | -65kg (m)                | Zilver   |
| Judo             | Bertalan Hajtós                                                          | -71kg (m)                | Zilver   |
| Kanovaren        | Zsolt Gyulay                                                             | K-1 500m (m)             | Zilver   |
| Kanovaren        | Attila Ábrahám Ferenc Csipes László Fidel Zsolt Gyulay                   | K-4 1000m (m)            | Zilver   |
| Kanovaren        | Rita Kőbán                                                               | K-1 500m (v)             | Zilver   |
| Moderne vijfkamp | Attila Mizsér                                                            | individueel (m)          | Zilver   |
| Schermen         | Ferenc Hegedűs Ernõ Kolczonay Iván Kovács Krisztián Kulcsár Gábor Totola | degen team (m)           | Zilver   |
| Schermen         | Péter Abay Imre Bujdosó Csaba Köves György Nébald Bence Szabó            | sabel team (m)           | Zilver   |
| Zwemmen          | Norbert Rózsa                                                            | 100m schoolslag (m)      | Zilver   |
| Zwemmen          | Norbert Rózsa                                                            | 200m schoolslag (m)      | Zilver   |
| Zwemmen          | Tünde Szabó                                                              | 100m rugslag (v)         | Zilver   |
| Boksen           | István Kovács                                                            | -51kg (m)                | Brons    |
| Boksen           | György Mizsei                                                            | -71kg (m)                | Brons    |
| Boksen           | Zoltán Béres                                                             | -81kg (m)                | Brons    |
| Judo             | Imre Csősz                                                               | +95kg (m)                | Brons    |
| Kanovaren        | György Zala                                                              | C-1 1000m (m)            | Brons    |
| Kanovaren        | Éva Dónusz Rita Kőbán                                                    | K-2 500m (v)             | Brons    |
| Zwemmen          | Attila Czene                                                             | 200m wisselslag (m)      | Brons    |

## Deelnemers en resultaten per onderdeel

### Atletiek
| Olympiër                                          | Discipline               | Resultaat | Prestatie                                                    |
| ------------------------------------------------- | ------------------------ | --------- | ------------------------------------------------------------ |
| Tamás Molnár                                      | 400m (m)                 | 29e       | serie 6: 3de in 46,21 kwartfinale 2: 8ste in 46,80           |
| Zoltán Káldy                                      | 10000m (m)               | 12e       | serie 1: 9de in 28.21,96 finale: 12de in 28.34,21            |
| Gyula Borka                                       | marathon (m)             | 38e       | 2:20.46                                                      |
| Csaba Szűcs                                       | marathon (m)             | DNF       | niet gefinisht                                               |
| Sándor Urbanik                                    | 20km snelwandelen (m)    | 8e        | 1:26.08                                                      |
| Csaba Almási                                      | verspringen (m)          | 26e       | kwalificatie groep B: 15de met 7,69m                         |
| László Szalma                                     | verspringen (m)          | 34e       | kwalificatie groep A: 16de met 7,47m                         |
| István Bagyula                                    | polsstokhoogspringen (m) | 9e        | kwalificatie groep B: 6de met 5,55m finale: 9de met 5,30m    |
| József Ficsor                                     | discuswerpen (m)         | 19e       | kwalificatie groep B: 9de met 58,84m                         |
| Attila Horváth                                    | discuswerpen (m)         | 5e        | kwalificatie groep A: 2de met 62,26m finale: 5de met 62,82m  |
| Tibor Gécsek                                      | kogelslingeren (m)       | 4e        | kwalificatie groep B: 4de met 76,48m finale: 4de met 77,78m  |
| Sándor Munkácsy                                   | tienkamp (m)             | 20e       | 7698 punten                                                  |
| Dezső Szabó                                       | tienkamp (m)             | 4e        | 8199 punten                                                  |
|                                                   |                          |           |                                                              |
| Ágnes Kozáry                                      | 200m (v)                 | 38e       | serie 4: 5de in 24,50                                        |
| Judit Forgács                                     | 400m (v)                 | 30e       | serie 5: 5de in 54,87 kwartfinale 1: 8ste in 54,24           |
| Edit Molnár Agnes Kozary Eva Barati Judit Forgács | 4x400m (v)               | 11e       | serie 1: 5de in 3.33,81                                      |
| Karolina Szabó                                    | marathon (v)             | 11e       | 2:40.10                                                      |
| Andrea Alföldi                                    | 10km snelwandelen (v)    | 18e       | 46.35                                                        |
| Ildikó Ilyés                                      | 10km snelwandelen (v)    | 13e       | 45.54                                                        |
| Mária Urbanik                                     | 10km snelwandelen (v)    | 12e       | 45.50                                                        |
| Rita Ináncsi                                      | verspringen (v)          | DNF       | kwalificatie groep A: geen geldige poging                    |
| Judit Kovács                                      | hoogspringen (v)         | 17e       | kwalificatie groep A: 9de met 1,90m                          |
| Kinga Zsigmond                                    | speerwerpen (v)          | 10e       | kwalificatie groep A: 3de met 60,74m finale: 10de met 56,54m |
| Rita Ináncsi                                      | zevenkamp (v)            | DNF       | niet gefinisht                                               |

### Badminton
| Olympiër                  | Discipline    | Resultaat | Prestatie                                         |
| ------------------------- | ------------- | --------- | ------------------------------------------------- |
| Andrea Dako               | enkelspel (v) | 33e       | 1ste ronde: V van NED van den Heuvel: 7-11, 3-11  |
| Csilla Forian             | enkelspel (v) | 33e       | 1ste ronde: V van NED van der Knaap: 3-11, 2-11   |
| Andrea Harsagi            | enkelspel (v) | 33e       | 1ste ronde: V van POL Krasowska: 11-5, 0-11, 6-11 |
| Andrea Dako Csilla Forian | enkelspel (v) | 17e       | 1ste ronde: V van GER Schmidt/Ubben: 7-15, 9-15   |

### Boksen
| Olympiër        | Discipline  | Resultaat | Prestatie |
| --------------- | ----------- | --------- | --- |
| Pál Lakatos     | -48kg (m)   | 5e        | 1ste ronde: W van EUN Ganchenko: scheidsrechterlijke beslissing 2de ronde: W van KOR Cho: 20-15 kwartfinale: V van BUL Petrov: 8-17                                                                       |
| István Kovács   | -51kg (m)   | Brons     | 1ste ronde: W van IND Yadav: 21-5 2de ronde: W van DEN Jensen: 14-0 kwartfinale: W van DOM Avila: 17-3 halve finale: V van PRK Choi: 5-10                                                                 |
| László Bognár   | -54kg (m)   | 17e       | 1ste ronde: V van PRK Lee |
| János Petrovics | -60kg (m)   | 17e       | 1ste ronde: V van NGR Odion: 8-18 |
| Pál Lakatos     | -63,5kg (m) | 5e        | 1ste ronde: W van NZL Shailer: 7-0 2de ronde: W van ZAM Fulanse: 15-7 kwartfinale: V van FIN Kjäll: 1-9                                                                                                   |
| György Mizsei   | -71kg (m)   | Brons     | 1ste ronde: W van ITA de Chiara: 13-4 2de ronde: W van INA Simangunsong: 17-5 kwartfinale: W van ASA Masoe: 17-3 halve finale: V van CUB Lemus: 2-10                                                      |
| György Mizsei   | -81kg (m)   | Brons     | 1ste ronde: W van TAN Mwaselle: 20-13 2de ronde: W van PAK Asghar: scheidsrechterlijke beslissing kwartfinale: W van SEY Raforme: 11-3 halve finale: V van EUN Zaulychnyi: scheidsrechterlijke beslissing |
| István Szikora  | +91kg (m)   | 9e        | 1ste ronde: vrij 2de ronde: V van BUL Rusinov: 4-12 |

### Boogschieten
| Olympiër                               | Discipline      | Resultaat | Prestatie |
| -------------------------------------- | --------------- | --------- | --- |
| Tímea Kiss                             | individueel (v) | 54e       | plaatsingsronde: 54ste met 1207 punten                                                                              |
| Judit Kovács                           | individueel (v) | 16e       | plaatsingsronde: 16de met 1304 punten 2de ronde: W van CHN Wang: 103-93 3de ronde: V van KOR Cho Youn-Jeong: 97-113 |
| Marina Szendey                         | individueel (v) | 35e       | plaatsingsronde: 35ste met 1265 punten                                                                              |
| Tímea Kiss Judit Kovács Marina Szendey | team (v)        | 14e       | plaatsingsronde: 13de met 3667 punten 2de ronde: V van Verenigde Staten: 222-235                                    |

### Gewichtheffen
| Olympiër        | Discipline  | Resultaat | Prestatie                                                        |
| --------------- | ----------- | --------- | ---------------------------------------------------------------- |
| Tibor Karczag   | -56kg (m)   | 6e        | trekken: 5de met 115kg stoten: 5de met 140kg totaal: 255kg       |
| Ferenc Lénárt   | -56kg (m)   | 9e        | trekken: 7de met 112,5kg stoten: 5de met 140kg totaal: 252,5kg   |
| Attila Czanka   | -60kg (m)   | 7e        | trekken: 7de met 127,5kg stoten: 7de met 157,5kg totaal: 285kg   |
| László Barsi    | -82,5kg (m) | 14e       | trekken: 6de met 160kg stoten: 15de met 185kg totaal: 345kg      |
| István Mészáros | -82,5kg (m) | 9e        | trekken: 16de met 152,5kg stoten: 17de met 182,5kg totaal: 335kg |
| István Dudás    | -90kg (m)   | 10e       | trekken: 8ste met 157,5kg stoten: 11de met 187,5kg totaal: 345kg |
| István Halász   | -90kg (m)   | 11e       | trekken: 11de met 152,5kg stoten: 9de met 190kg totaal: 342,5kg  |
| Andor Szanyi    | -100kg (m)  | DNF       | trekken: 4de met 175kg stoten: geen geldige poging               |
| László Németh   | -110kg (m)  | 12e       | trekken: 10de met 172,5kg stoten: 11de met 200kg totaal: 372,5kg |
| Tibor Stark     | -110kg (m)  | 15e       | trekken: 14de met 165kg stoten: 17de met 190kg totaal: 355kg     |

### Gymnastiek
| Olympiër                                                                                     | Discipline               | Resultaat | Prestatie                                                              |
| Ritmisch                                                                                     | Ritmisch                 | Ritmisch  | Ritmisch                                                               |
| -------------------------------------------------------------------------------------------- | ------------------------ | --------- | ---------------------------------------------------------------------- |
| Viktória Fráter                                                                              | individueel (v)          | 24e       | kwalificatie: 24ste met 36,100 punten                                  |
| Andrea Szalay                                                                                | individueel (v)          | 28e       | kwalificatie: 28ste met 35,825 punten                                  |
| Turnen                                                                                       |                          |           |                                                                        |
| Szilveszter Csollány                                                                         | ringen (m)               | 6e        | kwalificatie: 3de met 19,675 punten finale: 6de met 9,800 punten       |
| Szilveszter Csollány                                                                         | sprong (m)               | 7e        | kwalificatie: 9de met 19,200 punten finale: 7de met 9,524 punten       |
| Zoltán Supola                                                                                | sprong (m)               | 5e        | kwalificatie: 7de met 19,250 punten finale: 5de met 9,674 punten       |
| Szilveszter Csollány                                                                         | individueel meerkamp (m) | 9e        | kwalificatie: 30ste met 114,500 punten finale: 9de met 57,650 punten   |
| Róbert Élő                                                                                   | individueel meerkamp (m) | 71e       | kwalificatie: 71ste met 111,850 punten                                 |
| Csaba Fajkusz                                                                                | individueel meerkamp (m) | 28e       | kwalificatie: 38ste met 113,925 punten finale: 25ste met 56,550 punten |
| Miklós Pánczél                                                                               | individueel meerkamp (m) | 89e       | kwalificatie: 89ste met 103,600 punten                                 |
| Károly Schupkégel                                                                            | individueel meerkamp (m) | 73e       | kwalificatie: 73ste met 111,650 punten                                 |
| Zoltán Supola                                                                                | individueel meerkamp (m) | 12e       | kwalificatie: 13de met 115,275 punten finale: 12de met 57,550 punten   |
| Szilveszter Csollány Róbert Élő Csaba Fajkusz Miklós Pánczél Károly Schupkégel Zoltán Supola | meerkamp team (m)        | 9e        | 570,525 punten                                                         |
|                                                                                              |                          |           |                                                                        |
| Henrietta Ónodi                                                                              | vloer (v)                | Zilver    | kwalificatie: 3de met 19,862 punten finale: 2de met 9,95 punten        |
| Henrietta Ónodi                                                                              | sprong (v)               | Goud      | kwalificatie: 2de met 19,862 punten finale: 1ste met 9,925 punten      |
| Bernadett Balázs                                                                             | individueel meerkamp (v) | 54e       | kwalificatie: 54ste met 76,898 punten                                  |
| Ildikó Balog                                                                                 | individueel meerkamp (v) | 81e       | kwalificatie: 81ste met 75,624 punten                                  |
| Kinga Horváth                                                                                | individueel meerkamp (v) | 55e       | kwalificatie: 55ste met 76,836 punten                                  |
| Andrea Molnár                                                                                | individueel meerkamp (v) | 15e       | kwalificatie: 23ste met 78,386 punten finale: 15de met 39,237 punten   |
| Krisztina Molnár                                                                             | individueel meerkamp (v) | 89e       | kwalificatie: 89ste met 67,859 punten                                  |
| Henrietta Ónodi                                                                              | individueel meerkamp (v) | 8e        | kwalificatie: 16de met 78,698 punten finale: 8ste met 39,449 punten    |
| Bernadett Balázs Ildikó Balog Kinga Horváth Andrea Molnár Krisztina Molnár Henrietta Ónodi   | meerkamp team (v)        | 6e        | 388,602 punten                                                         |

### Handbal
| Olympiër | Discipline | Resultaat | Prestatie |
| --- | ---------- | --------- | --- |
| Imre Biró Attila Borsos Otto Csicsay István Csoknyai József Éles Ferenc Füzesi Sándor Györffi Attila Horváth Mihály Iváncsik László Marosi Richard Mezei Zsolt Perger Jakab Sibalin László Sótonyi János Szathmári Igor Zubjuk | mannen     | 7e        | groep A: 4de V van Zuid-Korea: 18-22 W van Brazilië: 27-21 V van IJsland: 16-22 V van Zweden: 21-25 W van Tsjecho-Slowakije: 20-18 7-8ste plek: W van Roemenië: 23-19 |

| Groep A |                   |             |             |             |             |            |            |            |        |
| #       | Land              | Wedstrijden | Wedstrijden | Wedstrijden | Wedstrijden | Doelpunten | Doelpunten | Doelpunten | Punten |
| #       | Land              | G           | W           | G           | V           | V          | T          | Saldo      | Punten |
| 1       | Zweden            | 5           | 5           | 0           | 0           | 120        | 86         | +34        | 10     |
| 2       | IJsland           | 5           | 3           | 1           | 1           | 101        | 99         | +2         | 7      |
| 3       | Zuid-Korea        | 5           | 3           | 0           | 2           | 114        | 117        | -3         | 6      |
| 4       | Hongarije         | 5           | 2           | 0           | 3           | 102        | 108        | -6         | 4      |
| 5       | Tsjecho-Slowakije | 5           | 1           | 1           | 3           | 94         | 92         | +2         | 3      |
| 6       | Brazilië          | 5           | 0           | 0           | 5           | 96         | 125        | -29        | 0      |

| Ronde       | Datum     | Plaats    | Land  | Score             | Land |
| ----------- | --------- | --------- | ----- | ----------------- | ---- |
| Groepsfase  |           |           |       |                   |      |
| 27 juli     | Barcelona | Hongarije | 18-22 | Zuid-Korea        |      |
| 29 juli     | Barcelona | Brazilië  | 21-27 | Hongarije         |      |
| 31 juli     | Barcelona | IJsland   | 22-16 | Hongarije         |      |
| 2 augustus  | Barcelona | Hongarije | 21-25 | Zweden            |      |
| 4 augustus  | Barcelona | Hongarije | 20-18 | Tsjecho-Slowakije |      |
| 7-8ste plek |           |           |       |                   |      |
| 7 augustus  | Barcelona | Roemenië  | 19-23 | Hongarije         |      |

### Judo
| Olympiër        | Discipline | Resultaat | Prestatie |
| --------------- | ---------- | --------- | --------- |
| József Wágner   | -60kg (m)  | 5e        |           |
| József Csák     | -65kg (m)  | Zilver    |           |
| Bertalan Hajtós | -71kg (m)  | Zilver    |           |
| Zsolt Zsoldos   | -78kg (m)  | 9e        |           |
| Károly Korbel   | -86kg (m)  | 13e       |           |
| Bertalan Hajtós | -95kg (m)  | Goud      |           |
| Imre Csősz      | +95kg (m)  | Brons     |           |
|                 |            |           |           |
| Katalin Parragh | -52kg (v)  | 20e       |           |
| Mária Pekli     | -56kg (v)  | 18e       |           |
| Zsuzsa Nagy     | -61kg (v)  | 16e       |           |
| Anita Király    | -66kg (v)  | 9e        |           |
| Éva Gránitz     | +72kg (v)  | 7e        |           |

### Kanovaren
| Olympiër                                               | Discipline    | Resultaat | Prestatie                                                                                                   |
| ------------------------------------------------------ | ------------- | --------- | --- |
| Imre Pulai                                             | C-1 500m (m)  | 5e        | serie 2: 2de in 1.54,68 halve finale 2: 2de in 1.54,64 finale: 5de in 1.54,86                               |
| György Zala                                            | C-1 1000m (m) | Brons     | serie 3: 1ste in 4.06,43 halve finale 1: 4de in 4.05,29 finale: 3de in 4.07,35                              |
| Attila Pálizs György Kolonics                          | C-2 500m (m)  | 7e        | serie 2: 2de in 1.41,71 finale: 7de in 1.43,27                                                              |
| Attila Pálizs György Kolonics                          | C-2 1000m (m) | 5e        | serie 2: 3de in 3.37,55 halve finale 1: 1ste in 3.43,96 finale: 5de in 3.42,86                              |
| Zsolt Gyulay                                           | K-1 500m (m)  | Zilver    | serie 3: 3de in 1.41,78 herkansingen: 1ste in 1.41,44 halve finale 1: 5de in 1.42,70 finale: 2de in 1.40,64 |
| Ferenc Cspies                                          | K-1 1000m (m) | 18e       | serie 3: 2de in 3.40,49 halve finale 2: 9de in 3.49,73                                                      |
| Ferenc Csipes Zsolt Gyulay                             | K-2 500m (m)  | 7e        | serie 1: 6de in 1.41,85 herkansingen: 2de in 1.31,27 halve finale 1: 5de in 1.29,85 finale: 7de in 1.32,34  |
| Krisztián Bártfai András Rajna                         | K-2 1000m (m) | 6e        | serie 3: 3de in 3.18,52 herkansingen: 1ste in 3.18,80 halve finale 2: 4de in 3.19,28 finale: 6de in 3.20,71 |
| Ferenc Csipes Zsolt Gyulay Attila Ábrahám László Fidel | K-4 1000m (m) | Zilver    | serie 1: 1ste in 2.54,06 halve finale 1: 2de in 2.55,39 finale: 2de in 2.54,84                              |
|                                                        |               |           | |
| Rita Kőbán                                             | K-1 500m (v)  | Zilver    | serie 1: 2de in 1.53,36 halve finale 2: 1ste in 1.50,97 finale: 2de in 1.51,96                              |
| Rita Kőbán Éva Dónusz                                  | K-2 500m (v)  | Brons     | serie 1: 2de in 1.42,54 halve finale 2: 1ste in 1.40,63 finale: 3de in 1.40,81                              |
| Éva Dónusz Kinga Czigány Rita Kőbán Erika Mészáros     | K-4 500m (v)  | Goud      | serie 2: 1ste in 1.32,94 finale: 1ste in 1.36,32                                                            |

### Moderne vijfkamp
| Olympiër                                       | Discipline      | Resultaat | Prestatie    |
| ---------------------------------------------- | --------------- | --------- | ------------ |
| László Fábián                                  | individueel (m) | 32e       | 5064 punten  |
| Attila Kálnoki Kis                             | individueel (m) | 33e       | 5061 punten  |
| Attila Mizsér                                  | individueel (m) | Zilver    | 5446 punten  |
| László Fábián Attila Kálnoki Kis Attila Mizsér | team (m)        | 5e        | 15571 punten |

### Paardensport
| Olympiër                                                    | Discipline  | Resultaat | Prestatie                             |
| Eventing                                                    | Eventing    | Eventing  | Eventing                              |
| ----------------------------------------------------------- | ----------- | --------- | ------------------------------------- |
| Zsolt Bubán                                                 | individueel | DNF       | niet gefinisht                        |
| Tibor Herczegfalvy                                          | individueel | 54e       | 208,60 strafpunten                    |
| Attila Ling                                                 | individueel | DNF       | niet gefinisht                        |
| Attila Soós, Jr.                                            | individueel | 31e       | 152,60 strafpunten                    |
| Zsolt Bubán Tibor Herczegfalvy Attila Ling Attila Soós, Jr. | team        | DNF       | niet gefinisht                        |
| Springconcours                                              |             |           |                                       |
| Vilmos Göttler                                              | individueel | 58e       | kwalificatie: 58ste met 100,00 punten |

### Roeien
| Olympiër                | Discipline      | Resultaat | Prestatie |
| ----------------------- | --------------- | --------- | --- |
| Gábor Mitring           | skiff (m)       | 15e       | serie 1: 3de in 7.11,93 herkansingen: 5de in 7.22,13 halve finale C/D: 2de in 7.05,04 finale C: 3de in 7.12,65 |
| Zsolt Dani Zsolt Lévsai | dubbel-twee (m) | 10e       | serie 2: 3de in 6.42,80 herkansingen: 1ste in 6.42,31 halve finale 2: 6de in 6.31,46 finale B: 4de in 6.27,23  |
| Zsolt Dani Zsolt Lévsai | twee-zonder (m) | 16e       | serie 3: 5de in 6.53,82 herkansingen: 3de in 6.53,44 finale C: 4de in 6.51,20                                  |
|                         |                 |           | |
| Katalin Sarlós          | skiff (v)       | 13e       | serie 3: 5de in 8.00,45 herkansingen: 4de in 8.05,17 finale C: 1ste in 8.11,55                                 |
| Edit Punk Anikó Kapócs  | dubbel-twee (v) | 13e       | serie 3: 4de in 7.47,05 herkansingen: 4de in 7.43,84                                                           |

### Schermen
| Olympiër                                                                                       | Discipline      | Resultaat | Prestatie                                                             |
| ---------------------------------------------------------------------------------------------- | --------------- | --------- | --------------------------------------------------------------------- |
| Ferenc Hegedűs                                                                                 | degen (m)       | 42e       | 1ste ronde groep 7: 5de met 3 overwinningen                           |
| Iván Kovács                                                                                    | degen (m)       | 8e        | 1ste ronde groep 9: 1ste met 5 overwinningen                          |
| Krisztián Kulcsár                                                                              | degen (m)       | 13e       | 1ste ronde groep 4: 1ste met 6 overwinningen                          |
| Iván Kovács Krisztián Kulcsár Ferenc Hegedűs Ernő Kolczonay Gábor Totola                       | degen team (m)  | Zilver    | 1ste ronde groep 3: 1ste met 2 overwinningen finale: V van Duitsland  |
| István Busa                                                                                    | floret (m)      | 27e       | 1ste ronde groep 7: 4de met 3 overwinningen                           |
| Zsolt Érsek                                                                                    | floret (m)      | 14e       | 1ste ronde groep 3: 1ste met 5 overwinningen                          |
| Róbert Kiss                                                                                    | floret (m)      | 38e       | 1ste ronde groep 2: 3de met 3 overwinningen                           |
| István Busa Zsolt Érsek Róbert Gátai Róbert Kiss Zsolt Németh                                  | floret team (m) | 4e        | 1ste ronde groep 1: 2de met 1 overwinning bronzen finale: V van Polen |
| Csaba Köves                                                                                    | sabel (m)       | 11e       | 1ste ronde groep 4: 3de met 3 overwinningen                           |
| György Nébald                                                                                  | sabel (m)       | 25e       | 1ste ronde groep 6: 1ste met 5 overwinningen                          |
| Bence Szabó                                                                                    | sabel (m)       | Goud      | 1ste ronde groep 5: 1ste met 3 overwinningen finale: 1ste             |
| Bence Szabó Csaba Köves György Nébald Péter Abay Imre Bujdosó                                  | sabel team (m)  | Zilver    | 1ste ronde groep 3: 2de met 1 overwinning finale: V van EUN           |
|                                                                                                |                 |           |                                                                       |
| Ildikó Nébaldné Mincza                                                                         | floret (v)      | 26e       | 1ste ronde groep 7: 1ste met 4 overwinningen                          |
| Zsuzsa Némethné Jánosi                                                                         | floret (v)      | 9e        | 1ste ronde groep 6: 1ste met 5 overwinningen                          |
| Gertrúd Stefanek                                                                               | floret (v)      | 17e       | 1ste ronde groep 5: 1ste met 6 overwinningen                          |
| Gabriella Lantos Ildikó Nébaldné Mincza Zsuzsa Némethné Jánosi Ildikó Pusztai Gertrúd Stefanek | floret team (v) | 7e        | 1ste ronde groep 2: 2de met 1 overwinning                             |

### Schietsport
| Olympiër                  | Discipline                 | Resultaat | Prestatie                                                                       |
| ------------------------- | -------------------------- | --------- | ------------------------------------------------------------------------------- |
| Oliver Nandor Gaspar      | 10m luchtgeweer (m)        | 31e       | kwalificatie: 31ste met 583 punten (94-100-97-99-98-85)                         |
| Attila Zahonyi            | 10m luchtgeweer (m)        | 21e       | kwalificatie: 21ste met 586 punten (97-98-95-98-100-98)                         |
| Zsolt Vári                | 50m geweer 3 houdingen (m) | 8e        | kwalificatie: 8ste met 1164 punten (398-379-387) finale: 8ste met 1258,6 punten |
| Attila Zahonyi            | 50m geweer 3 houdingen (m) | 20e       | kwalificatie: 20ste met 1157 punten (395-381-381)                               |
| Zsolt Vári                | 50m geweer liggend (m)     | 15e       | kwalificatie: 15de met 595 punten (99-99-98-100-100-99)                         |
| Attila Zahonyi            | 50m geweer liggend (m)     | 26e       | kwalificatie: 26ste met 592 punten (100-97-98-100-98-99)                        |
| István Ágh                | 50m pistool (m)            | 6e        | kwalificatie: 7de met 561 punten (96-91-90-90-97-96) finale: 6de met 652 punten |
| Zoltán Papanitz           | 50m pistool (m)            | 31e       | kwalificatie: 31ste met 548 punten (95-92-92-95-85-89)                          |
| Sándor Kacskó             | 25m snelvuurpistool (m)    | 28e       | kwalificatie: 28ste met 571 punten (290-281)                                    |
| Lajos Pálinkás            | 25m snelvuurpistool (m)    | 22e       | kwalificatie: 22ste met 579 punten (284-295)                                    |
| István Ágh                | 10m luchtpistool (m)       | 14e       | kwalificatie: 14de met 577 punten (97-95-96-99-94-96)                           |
| Zoltán Papanitz           | 10m luchtpistool (m)       | 31e       | kwalificatie: 43ste met 562 punten (93-95-96-94-96-88)                          |
| Jozsef Sike               | 50m bewegend doel (m)      | 5e        | kwalificatie: 5de met 576 punten (292-284) finale: 5de met 667 punten           |
| Attila Solti              | 50m bewegend doel (m)      | 13e       | kwalificatie: 13de met 569 punten (286-283)                                     |
|                           |                            |           |                                                                                 |
| Eva Forian                | 10m luchtgeweer (v)        | 7e        | kwalificatie: 7de met 392 punten (98-98-97-99) finale: 7de met 492,4 punten     |
| Éva Joó                   | 10m luchtgeweer (v)        | 15e       | kwalificatie: 15de met 390 punten (95-98-99-98)                                 |
| Eva Forian                | 50m geweer 3 houdingen (v) | 4e        | kwalificatie: 4de met 582 punten (199-189-194) finale: 4de met 679,5 punten     |
| Éva Joó                   | 50m geweer 3 houdingen (v) | 8e        | kwalificatie: 8ste met 580 punten (198-191-191) finale: 8ste met 673,6 punten   |
| Ágnes Ferencz             | 25m pistool (v)            | 26e       | kwalificatie: 26ste met 571 punten (285-286)                                    |
| Annamária Gönczi          | 25m pistool (v)            | 12e       | kwalificatie: 12de met 576 punten (285-291)                                     |
| Ágnes Ferencz             | 10m luchtpistool (v)       | 15e       | kwalificatie: 15de met 377 punten (94-93-93-97)                                 |
| Annamária Gönczi          | 10m luchtpistool (v)       | 24e       | kwalificatie: 24ste met 375 punten (94-96-94-91)                                |
|                           |                            |           |                                                                                 |
| Diána Igaly               | skeet                      | 42e       | kwalificatie: 42ste met 143 punten (24-25-25-25-23-21)                          |
| Erzsébet Vasvári-Pongrátz | skeet                      | 58e       | kwalificatie: 58ste met 137 punten (25-22-23-23-22-22)                          |
| Zoltan Bodo               | trap                       | 25e       | kwalificatie: 25ste met 141 punten (24-23-23-24-23-24)                          |
| István Putz               | trap                       | 39e       | kwalificatie: 39ste met 137 punten (22-22-23-23-24)                             |

### Schoonspringen
| Olympiër        | Discipline    | Resultaat | Prestatie                          |
| --------------- | ------------- | --------- | ---------------------------------- |
| Ágnes Gerlach   | 3m plank (v)  | 18e       | voorronde: 18de met 265,86 punten  |
| Brigitta Cserba | 10m toren (v) | 27e       | voorronde: 27ste met 236,10 punten |
| Ibolya Nagy     | 10m toren (v) | 21e       | voorronde: 21ste met 269,52 punten |

### Tafeltennis
| Olympiër       | Discipline    | Resultaat | Prestatie |
| -------------- | ------------- | --------- | --- |
| Csilla Bátorfi | enkelspel (v) | 9e        | groep I: 1ste W van GBR Lomas: 2-0 W van INA Dipoyanti: 2-0 W van ECU Cabrera: 2-0 2de ronde: V van CHN Deng: 0-3 (14-21, 12-21, 15-21) |

### Tennis
| Olympiër         | Discipline    | Resultaat | Prestatie                                            |
| ---------------- | ------------- | --------- | ---------------------------------------------------- |
| László Markovits | enkelspel (m) | 33e       | 1ste ronde: V van NED Koevermans: 2-6, 3-6, 6-2, 2-6 |

### Waterpolo
| Olympiër | Discipline | Resultaat | Prestatie |
| --- | ---------- | --------- | --- |
| Tibor Benedek István Dóczi András Gyöngyösi Péter Kuna Gábor Nemes Imre Péter Zsolt Petõváry Gábor Schmiedt Frank Tóth Imre Tóth László Tóth Zsolt Varga Balázs Vincze | mannen     | 6e        | groep B: 3de G van Italië: 7-7 W van Cuba: 12-11 V van Spanje: 5-8 W van Griekenland: 12-7 G van Nederland: 13-13 groep 5-8ste plek: 2de W van Duitsland: 8-7 V van Australië: 8-9 |

| Groep B |             |             |             |             |             |        |        |        |        |
| #       | Land        | Wedstrijden | Wedstrijden | Wedstrijden | Wedstrijden | Punten | Punten | Punten | Punten |
| #       | Land        | G           | W           | G           | V           | V      | T      | Saldo  | Punten |
| 1       | Spanje      | 5           | 4           | 1           | 0           | 52     | 36     | +16    | 9      |
| 2       | Italië      | 5           | 3           | 2           | 0           | 41     | 34     | +7     | 8      |
| 3       | Hongarije   | 5           | 2           | 2           | 1           | 49     | 46     | +3     | 6      |
| 4       | Cuba        | 5           | 2           | 0           | 3           | 50     | 53     | -3     | 4      |
| 5       | Nederland   | 5           | 0           | 2           | 3           | 36     | 46     | -10    | 2      |
| 6       | Griekenland | 5           | 0           | 1           | 4           | 32     | 45     | -13    | 1      |

| Ronde      | Datum     | Plaats      | Land  | Score     | Land |
| ---------- | --------- | ----------- | ----- | --------- | ---- |
| Groepsfase |           |             |       |           |      |
| 1 augustus | Barcelona | Hongarije   | 7-7   | Italië    |      |
| 2 augustus | Barcelona | Cuba        | 11-12 | Hongarije |      |
| 3 augustus | Barcelona | Hongarije   | 5-8   | Spanje    |      |
| 5 augustus | Barcelona | Griekenland | 7-12  | Hongarije |      |
| 6 augustus | Barcelona | Hongarije   | 13-13 | Nederland |      |

| Groep 5-8ste plaats |           |             |             |             |             |        |        |        |        |
| #                   | Land      | Wedstrijden | Wedstrijden | Wedstrijden | Wedstrijden | Punten | Punten | Punten | Punten |
| #                   | Land      | G           | W           | G           | V           | V      | T      | Saldo  | Punten |
| 1                   | Australië | 3           | 2           | 1           | 0           | 23     | 20     | +3     | 5      |
| 2                   | Hongarije | 3           | 2           | 0           | 1           | 28     | 27     | +1     | 4      |
| 3                   | Duitsland | 3           | 1           | 1           | 1           | 24     | 21     | +3     | 3      |
| 4                   | Cuba      | 3           | 0           | 0           | 3           | 22     | 29     | -7     | 0      |

| Ronde      | Datum     | Plaats    | Land | Score     | Land |
| ---------- | --------- | --------- | ---- | --------- | ---- |
| Groepsfase |           |           |      |           |      |
| 8 augustus | Barcelona | Duitsland | 7-8  | Hongarije |      |
| 9 augustus | Barcelona | Australië | 9-8  | Hongarije |      |

### Wielersport
| Olympiër            | Discipline       | Resultaat | Prestatie                                         |
| Baan                | Baan             | Baan      | Baan                                              |
| ------------------- | ---------------- | --------- | ------------------------------------------------- |
| Miklós Somogyi      | puntenkoers (m)  | DNF       | serie 2: 9de met 13 punten finale: niet gefinisht |
| Weg                 |                  |           |                                                   |
| Károly Eisenkrammer | wegwedstrijd (m) | 80e       | 4:52.07                                           |
| Csaba Steig         | wegwedstrijd (m) | 58e       | 4:35.56                                           |
|                     |                  |           |                                                   |
| Éva Izsák           | wegwedstrijd (v) | 51e       | 2:29.22                                           |

### Worstelen
| Olympiër        | Discipline  | Resultaat   | Prestatie |
| Vrije stijl     | Vrije stijl | Vrije stijl | Vrije stijl |
| --------------- | ----------- | ----------- | --- |
| László Óváry    | -48kg (m)   | 10e         | groep B: 5de W van TUN Sammari: 7-5 V van BUL Nedkov: 2-7 V van CUB Martinez: 5-20 9-10de plek: V van CAN Petryshen                                                                     |
| Béla Nagy       | -57kg (m)   | 11e         | groep A: 6de W van NGR Dorgu: 5-1 V van MGL Tsgotbayar: 5-29 V van EUN Smal: 0-13 |
| Endre Elekes    | -68kg (m)   | 10e         | groep A: 5de V van JPN Akaishi: 0-8 W van ESP Barcia: 7-1 G van ISR Geller: 0-0 9-10de plek: V van FRA Sartoro                                                                          |
| János Nagy      | -74kg (m)   | 7e          | groep A: 4de V van CAN Holmes: 2-4 W van GER Leipold: 2-1 V van KOR Park: 0-8 7-8ste plek: W van MGL Enkhbayar                                                                          |
| László Dvorák   | -82kg (m)   | 10e         | groep A: 5de W van NGR Okpuru: 2-0 W van JPN Ito: 8-0 V van GER Gstöttner: 2-4 V van EUN Zhabrailov: 0-1 9-10de plek: V van CAN Hohl: 1-3                                               |
| Gábor Tóth      | -90kg (m)   | 11e         | groep A: 6de V van TUR Şimşek: 0-6 W van POL Garmulewicz: 5-4 V van IRI Baninosrat: 0-4                                                                                                 |
| Sándor Kiss     | -100kg (m)  | 8e          | groep B: 4de W van SEN Diouf: 7-3 W van NCA Gutiérrez: 16-0 V van TUR Kayali: 0-5 V van EUN Khabelov: 0-6 7-8ste plek: V van USA Coleman: 0-2                                           |
| Zsolt Gombos    | -130kg (m)  | 13e         | groep B: 7de V van GER Schröder: 0-4 V van USA Baumgartner: 0-8 |
| Grieks-Romeins  |             |             | |
| József Faragó   | -48kg (m)   | 15e         | groep B: 8ste V van IND Jadav: 3-19 V van IRI Simkhah: 1-12 |
| András Sike     | -57kg (m)   | 10e         | groep A: 5de W van GRE Theodoridis: 3-2 W van JPN Hanahara: 8-1 V van GER Yildiz: 0-3 V van CUB Lara: 0-1 9-10de plek: V van MAR Naanaa                                                 |
| Jenő Bódi       | -62kg (m)   | 5e          | groep B: 3de W van EGY Ibrahim: 6-0 W van KOR Huh: 5-2 W van ESP Martinez: 6-4 V van TUR Pirim: 3-7 V van CUB Marén: 1-5 5-6de plek: W van USA Lee                                      |
| Attila Repka    | -68kg (m)   | Goud        | groep B: 1ste W van BUL Stoyanov: 4-1 W van Onafhankelijk deelnemer Sabo: 10-1 W van ROU Cărare: 6-0 W van FRA Yalouz: 6-0 W van USA Smith: 10-0 finale: W van EUN Dugushiev: 1-0       |
| János Takács    | -74kg (m)   | 19e         | groep B: 10de V van CAN Kasap: 0-2 V van EUN Iskandaryan: 0-8 |
| Péter Farkas    | -82kg (m)   | Goud        | groep B: 1ste W van Onafhankelijk deelnemer Kasum: 4-1 W van EGY Ramadan: 2-0 W van GER Zander: 1-0 W van USA Henderson: 2-0 W van SWE Fredruiksson: 2-0 finale: W van POL Stępień: 6-1 |
| Tibor Komáromi  | -90kg (m)   | 13e         | groep A: 7de W van FIN Koskela: 2-1 G van TUR Başar: 0-0 V van EUN Koguashvili: 2-3 |
| Norbert Növényi | -100kg (m)  | 5e          | groep B: 4de W van PAN Sandoval: 5-0 V van Onafhankelijk deelnemer Govedarica: 1-3 V van GER Steinbach: 1-4 7-8ste plek: W van KOR Song                                                 |
| László Klauz    | -130kg (m)  | 4e          | groep B: 2de G van SWE Johansson: 0-0 W van BUL Gerovski: 1-0 W van CHN Tian: 2-1 W van GRE Poikilidis: 2-1 bronzen finale: V van ROU Grigoraș: 0-1                                     |

### Zeilen
| Olympiër                   | Discipline      | Resultaat | Prestatie                             |
| -------------------------- | --------------- | --------- | ------------------------------------- |
| Attila Szilvassy           | finn (m)        | 21e       | 136,0 punten: (20-15-9-18-20-18-21)   |
| Gyula Nyari Zsolt Nyari    | 470 (m)         | 15e       | 122,0 punten: (16-24-9-28-15-1-29)    |
|                            |                 |           |                                       |
| Krisztina Bacsics          | europe (v)      | 19e       | 126,0 punten: (13-21-9-22-10-16-21)   |
|                            |                 |           |                                       |
| Tamas Pomucz Tamas Somogyi | flying dutchman | 23e       | 146,0 punten: (13-21-19-19-21-21-17)  |
| Tibor Tenke Ferenc Nagy    | star klasse     | 22e       | 134,0 punten: (13-22-12-17-18-16-PMS) |

### Zwemmen
| Olympiër                                                | Discipline            | Resultaat | Prestatie                                                   |
| ------------------------------------------------------- | --------------------- | --------- | ----------------------------------------------------------- |
| Béla Szabados                                           | 100m vrije slag (m)   | 20e       | serie 8: 7de in 50,78                                       |
| Béla Szabados                                           | 200m vrije slag (m)   | 27e       | serie 6: 8ste in 1.52,50                                    |
| Zoltán Szilágyi                                         | 200m vrije slag (m)   | DSQ       | serie 5: gediskwalificeerd                                  |
| Zoltán Szilágyi                                         | 400m vrije slag (m)   | 20e       | serie 5: 6de in 3.56,68                                     |
| Zoltán Szilágyi                                         | 1500m vrije slag (m)  | 21e       | serie 3: 7de in 15.52,80                                    |
| Olivér Ágh                                              | 100m rugslag (m)      | 41e       | serie 2: 2de in 59,02                                       |
| Tamás Deutsch                                           | 100m rugslag (m)      | 13e       | serie 7: 5de in 56,47 finale B: 5de in 56,70                |
| Olivér Ágh                                              | 200m rugslag (m)      | 27e       | serie 3: 6de in 2.04,52                                     |
| Tamás Deutsch                                           | 200m rugslag (m)      | 13e       | serie 4: 2de in 2.00,50 finale: 7de in 2.00,06              |
| Károly Güttler                                          | 100m schoolslag (m)   | 9e        | serie 8: 4de in 1.02,28 finale B: 1ste in 1.01,84           |
| Norbert Rózsa                                           | 100m schoolslag (m)   | Zilver    | serie 8: 3de in 1.02,25 finale: 2de in 1.01,68              |
| Károly Güttler                                          | 200m schoolslag (m)   | 5e        | serie 4: 1ste in 2.14,31 finale: 5de in 2.13,32             |
| Norbert Rózsa                                           | 200m schoolslag (m)   | Zilver    | serie 7: 2de in 2.12,95 finale: 2de in 2.11,23              |
| Péter Horváth                                           | 100m vlinderslag (m)  | 35e       | serie 6: 6de in 56,09                                       |
| Tamás Vajda                                             | 100m vlinderslag (m)  | DNS       | serie 4: niet gestart                                       |
| Attila Czene                                            | 200m wisselslag (m)   | Brons     | serie 6: 1ste in 2.02,05 finale: 3de in 2.01,00             |
| Tamás Darnyi                                            | 200m wisselslag (m)   | Goud      | serie 8: 1ste in 2.01,29 finale: 1ste in 2.00,76            |
| Attila Czene                                            | 400m wisselslag (m)   | 9e        | serie 3: 5de in 4.26,31 finale B: 1ste in 4.21,28           |
| Tamás Darnyi                                            | 400m wisselslag (m)   | Goud      | serie 5: 1ste in 4.18,34 finale: 1ste in 4.14,23 (OR)       |
| Tamás Deutsch Norbert Rózsa Péter Horváth Béla Szabados | 4x100m wisselslag (m) | 9e        | serie 1: 2de in 3.43,61 (NR) finale: 6de in 3.42,03 (NR)    |
|                                                         |                       |           |                                                             |
| Judit Kiss                                              | 400m vrije slag (v)   | 24e       | serie 2: 1ste in 4.24,01                                    |
| Judit Kiss                                              | 800m vrije slag (v)   | 18e       | serie 3: 6de in 8.58,16 (NR)                                |
| Krisztina Egerszegi                                     | 100m rugslag (v)      | Goud      | serie 6: 1ste in 1.00,85 (OR) finale: 1ste in 1.00,68 (OR)  |
| Tünde Szabó                                             | 100m rugslag (v)      | Zilver    | serie 4: 1ste in 1.02,14 finale: 2de in 1.01,14             |
| Krisztina Egerszegi                                     | 200m rugslag (v)      | Goud      | serie 6: 1ste in 2.07,34 (OR) finale: 1ste in 2.07,06 (OR)  |
| Tünde Szabó                                             | 200m rugslag (v)      | 6e        | serie 4: 3de in 2.13,81 finale: 6de in 2.12,94              |
| Gabriella Csépe                                         | 100m schoolslag (v)   | 6e        | serie 4: 3de in 1.10,58 finale: 6de in 1.10,19              |
| Gabriella Csépe                                         | 200m schoolslag (v)   | 9e        | serie 5: 6de in 2.32,04 (NR) finale B: 1ste in 2.31,15 (NR) |
| Krisztina Egerszegi                                     | 400m wisselslag (v)   | Goud      | serie 4: 1ste in 4.43,83 finale: 1ste in 4.36,54 (NR)       |

Albanië · Algerije · Amerikaanse Maagdeneilanden · Amerikaans-Samoa · Andorra · Angola · Antigua en Barbuda · Argentinië · Aruba · Australië · Bahama's · Bahrein · Bangladesh · Barbados · België · Belize · Benin · Bermuda · Bhutan · Bolivia · Bosnië en Herzegovina · Botswana · Brazilië · Britse Maagdeneilanden · Bulgarije · Burkina Faso · Canada · Centraal-Afrikaanse Republiek · Chili · China · Chinees Taipei · Colombia · Congo-Brazzaville · Cookeilanden · Costa Rica · Cuba · Cyprus · Denemarken · Djibouti · Dominicaanse Republiek · Duitsland · Ecuador · Egypte · El Salvador · Equatoriaal-Guinea · Estland · Ethiopië · Fiji · Filipijnen · Finland · Frankrijk · Gabon · Gambia · Gezamenlijk team · Ghana · Grenada · Griekenland · Groot-Brittannië · Guam · Guatemala · Guinee · Guyana · Haïti · Honduras · Hongarije · Hongkong · Ierland · IJsland · India · Indonesië · Irak · Iran · Israël · Italië · Ivoorkust · Jamaica · Japan · Jemen · Jordanië · Kaaimaneilanden · Kameroen · Kenia · Koeweit · Kroatië · Laos · Lesotho · Letland · Libanon · Libië · Liechtenstein · Litouwen · Luxemburg · Madagaskar · Malawi · Malediven · Maleisië · Mali · Malta · Marokko · Mauritanië · Mauritius · Mexico · Monaco · Mongolië · Mozambique · Myanmar · Namibië · Nederland · Nederlandse Antillen · Nepal · Nicaragua · Nieuw-Zeeland · Niger · Nigeria · Noord-Korea · Noorwegen · Oeganda · Oman · Oostenrijk · Pakistan · Panama · Papoea-Nieuw-Guinea · Paraguay · Peru · Polen · Portugal · Puerto Rico · Qatar · Roemenië · Rwanda · Saint Vincent‑Grenadines · Salomonseilanden · Samoa · San Marino · Saoedi-Arabië · Senegal · Seychellen · Sierra Leone · Singapore · Slovenië · Soedan · Spanje · Sri Lanka · Suriname · Swaziland · Syrië · Tanzania · Thailand · Togo · Tonga · Trinidad en Tobago · Tsjaad · Tsjecho-Slowakije · Tunesië · Turkije · Uruguay · Vanuatu · Venezuela · Verenigde Arabische Emiraten · Verenigde Staten · Vietnam · Zaïre · Zambia · Zimbabwe · Zuid-Afrika · Zuid-Korea · Zweden · Zwitserland · Onafhankelijke olympische deelnemers